# Redhill
För andra betydelser, se Redhill (olika betydelser).
Redhill (engelskt uttal: [ˈrɛdhɪl]) är en stad i grevskapet Surrey i sydöstra England. Staden ligger i distriktet Reigate and Banstead, cirka 30 kilometer söder om London. Omedelbart väster om Redhill ligger staden Reigate. Tätorten (built-up area) hade 32 508 invånare vid folkräkningen år 2021.